# Caroline Charrière
Caroline Charrière (Friburgo, 26 de diciembre de 1960 – Friburgo, 1 de octubre de 2018) fue una compositora, directora de orquesta y flautista suiza. Desde 2000 fue contratada para componer y crear música de cámara, de orquesta y de coro. En 2001, se granjeó su reputación como compositora con el oratorio Le livre de Job para coros mixtos, bajo, soprano y orquesta. Desde entonces, sus obras han sido ampliamente interpretadas tanto en Suiza como en el extranjero.

## Biografía
Charrière estudió flauta travesera en el Conservatorio de Lausana bajo la tutela de Pierre Wavre, ganando diplomas en la docencia (1982) y en conciertos (1984). También comenzó a estudiar orquestación y composición en Lausana bajo la tutela de Jean Balissat, seguido de un postgrado en el Royal Northern College of Music de Manchester. Recibió el diploma de dirección de orquesta por el Conservatorio de Lausana en 1994.
Charrière dio clases de flauta en el Conservatorio de Friburgo y formó el coro femenino "Choeur de Jade". También fue directora de otros coros de Friburgo y compuso trabajos para ellos. A raíz del creciente interés por sus composiciones, en 2000 decidió concentrarse en la composición.
En agosto de 2017, Charrière ganó el segundo premio en el concurso de "Aufbruch" para compositoras femeninas por su pieza Awakening para quinteto de viento (dos tromperas, una trompa, un trombón y una tuba). El concurso está organizado conjuntamente por la editorial Furore Verlag y el Zentrum Militärmusik der Bundeswehr (el Centro de Música Militar del Ejército Alemán).